# Orbilia retrusa
Orbilia retrusa är en svampart som först beskrevs av W. Phillips & Plowr., och fick sitt nu gällande namn av Pier Andrea Saccardo 1889. Orbilia retrusa ingår i släktet Orbilia och familjen vaxskålar.   Inga underarter finns listade i Catalogue of Life.